# Falso conejo
Falso conejo es un plato típico de la gastronomía de Bolivia, popular en la región de valle Cochabambino.

## Descripción
Consiste en una preparación de filete de res con ají amarillo en vaina, ajo, pimienta, comino, cebolla, arvejas y orégano. Es un derivado de otro platillo, el «lambreado de conejo»; debido a que no siempre se conseguía la carne de ese animal, se comenzó a suplir con carne misteriosa.

## Historia
La tradición sitúa al platillo como una derivación de la receta con la que se preparaba el conejo en la época colonial en el departamento de Cochabamba. Es común verlo por las calles en lugares  llamados por ser un plato económico. Siendo un plato típico boliviano, hay muchas variantes según el gusto. Por ejemplo, sólo con papas o fideo, también al fideo se lo  puede reemplazar con arroz tostado, o incluso se lo puede acompañar con chuñu p'uti (chuño con maní cocido molido). También se pueden combinar: el arroz con la papa, el fideo con el chuño, y por último combinando todos.
En 2019, por iniciativa del Ministerio de Culturas y Turismo, la Gobernación de La Paz y diversos grupos gastronómicos, el falso conejo fue votado como uno de los «cinco platos bandera» en la ciudad de La Paz Compitiendo con una veintena de platos típicos obtuvo el segundo lugar, tomando en cuenta que La Paz tiene una cocina muy variada y reconocida por su excelencia.